# Buchenau (Adelsgeschlecht, Eiterfeld)

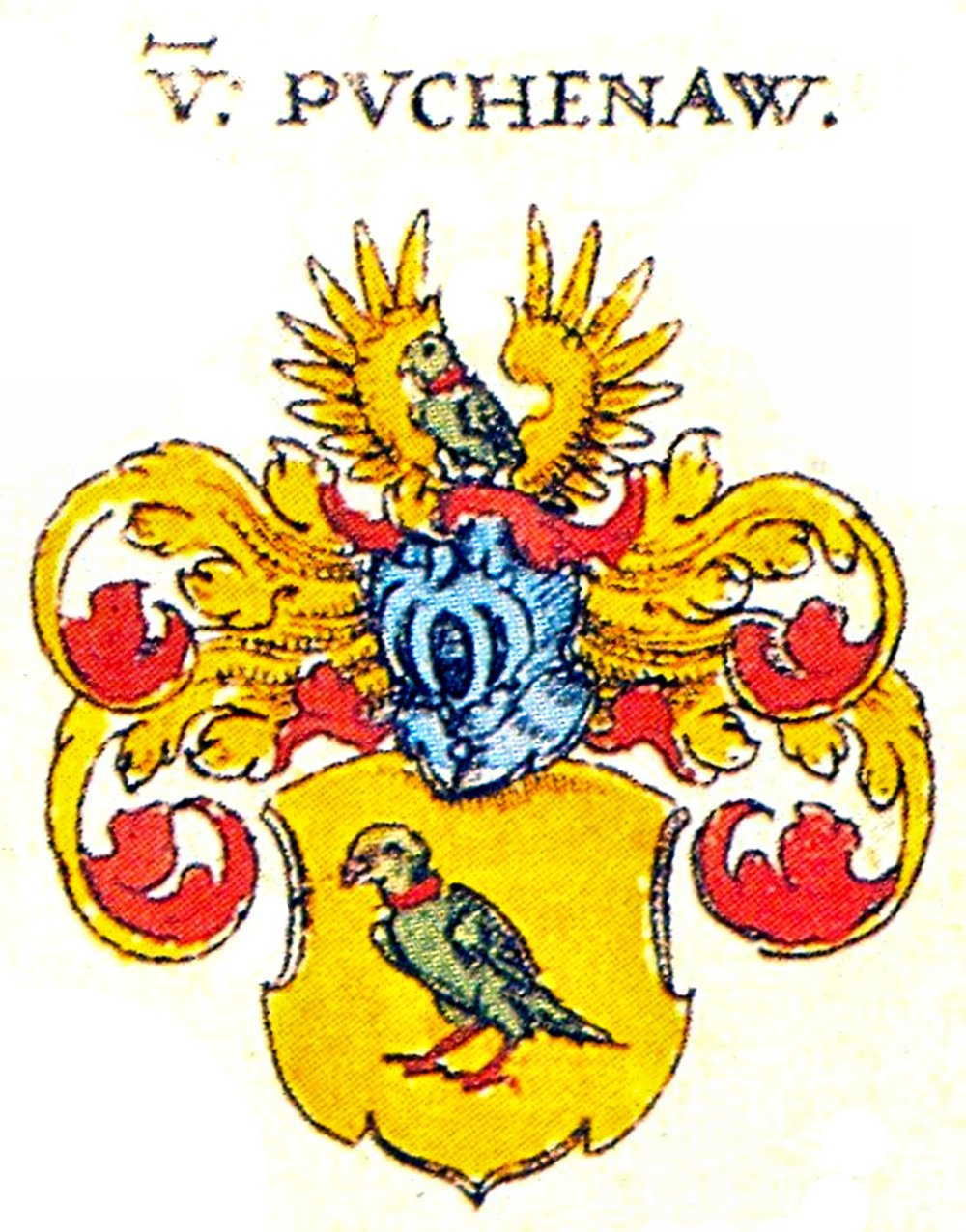
Wappen Familie von Buchenau aus Siebmachers Wappenbuch von 1605

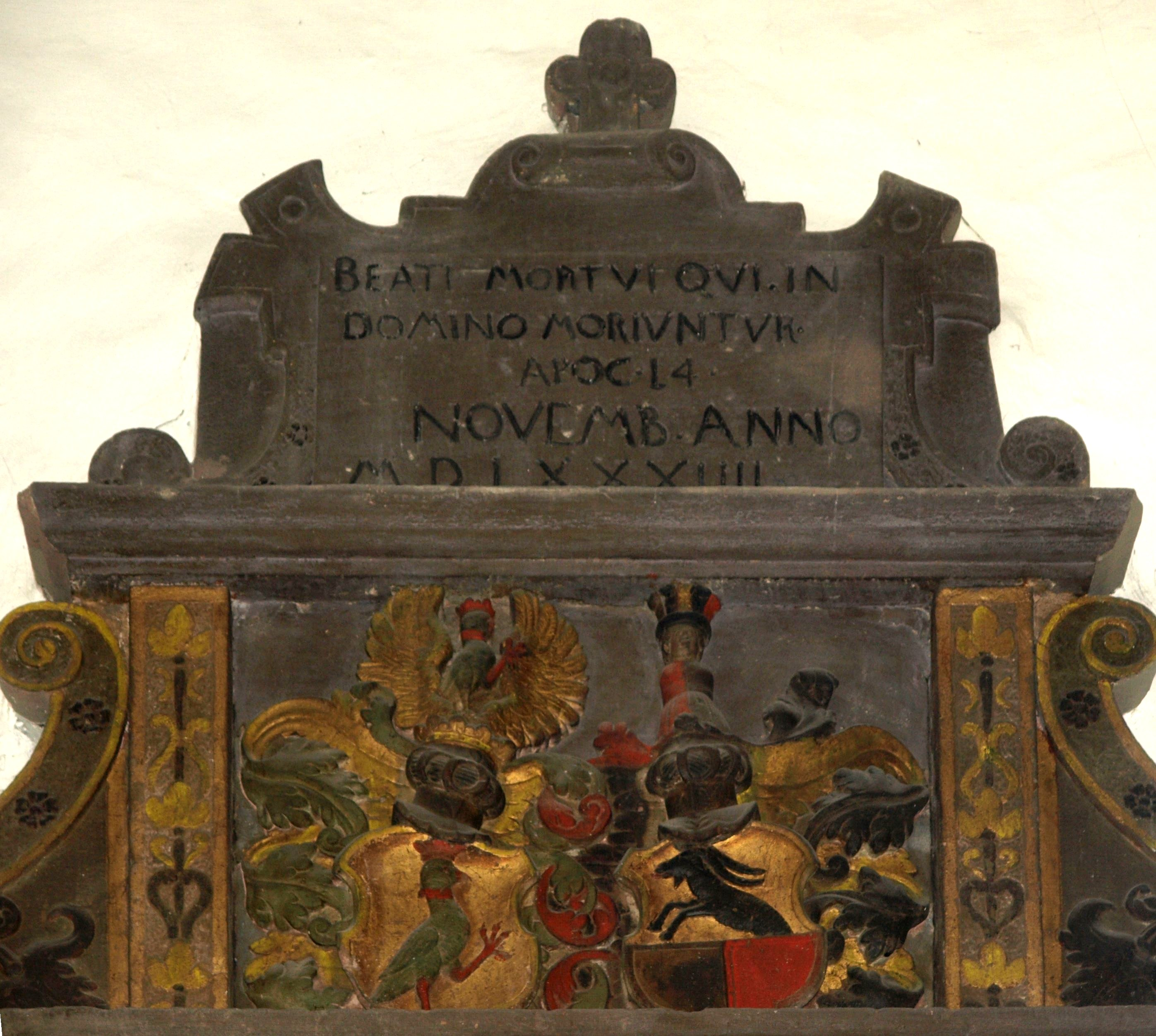
Wappen Familie von Buchenau am Grab von Eberhard von Buchenau (1533)

Die Herren von Buchenau waren ein Adelsgeschlecht fränkischen Ursprungs, das seinen Namen nach dem gleichnamigen Ort Buchenau bei Eiterfeld in Hessen führte. Sie entstammten dem Stand der freien Vasallen und begründeten sich auf eine Grundherrschaft. Sie waren alleinige Grundherren, mit der Burg als Mittelpunkt der Herrschaft. Oberhalb der mittelalterlichen Burg bauten die Buchenauer ihre letzte Residenz, das Renaissanceschloss Buchenau. Die alte Burg wurde umgebaut und heißt heute Seckendorffschloss, diese war bis zuletzt der Familiensitz der Buchenauer. Ebenfalls auf dem Burggelände, neben dem Seckendorffschloss, entstand in der Renaissance das heute Spiegelschloss genannte Herrenhaus.

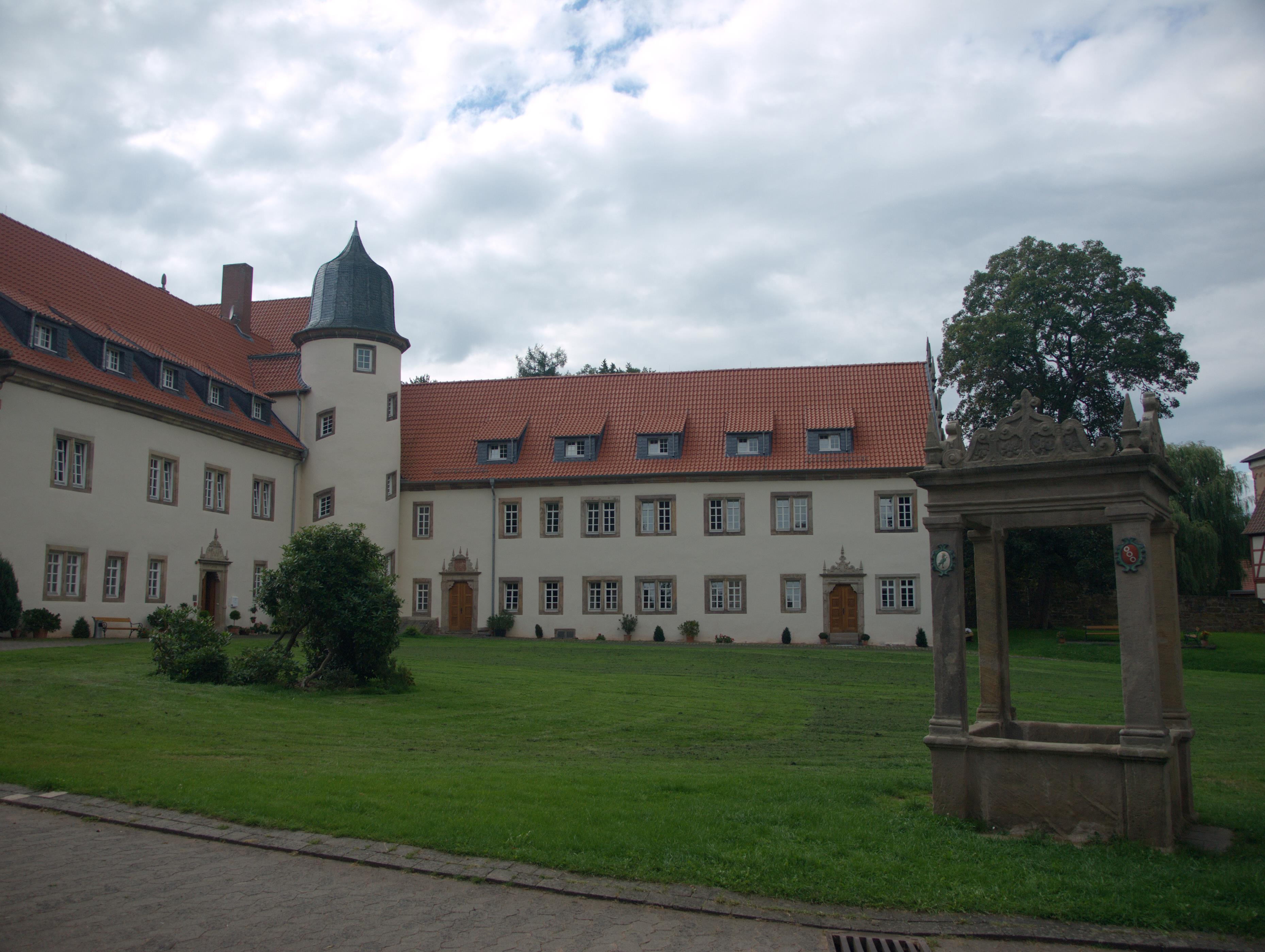
Zweiflügeliges Renaissanceschloss Buchenau

Verschiedener Landbesitz, die damit bedingte Macht und die Möglichkeit, Schutz zu bieten, bildeten den Kern der grundherrlichen Rechte. Sie hatten das aktive und passive Lehnsrecht. Durch das aktive Lehnsrecht konnten sie selbst in ihrem Allod Lehen vergeben. Gleichzeitig waren sie Lehnsträger zahlreicher Lehnsherren, beispielsweise der Reichsabtei Hersfeld, der Reichsabtei Fulda, des Erzbistums Mainz, des Landgrafen von Hessen, der Grafen von Henneberg und des Bistums Würzburg.

## Familienrecht
Familienrechtlich war der Stammsitz eine Ganerbschaft. Hierdurch wurde der ungeteilte Besitz an alle Nachkommen vererbt. 1406 wurden z. B. 20 Ganerben erwähnt. Des Weiteren galt im Familienverband das „Weiber- oder Kunkellehen“, sodass nach Aussterben der männlichen Linie auch an die weiblichen Nachkommen vererbt werden konnte. Das letzte männliche Familienmitglied, Georg Wilhelm von Buchenau starb im Jahr 1831 im Juliusspital in Würzburg. Dadurch kam die Ritterschaft in den Besitz der Familie von Seckendorff.

## Wappen
In Gold ein linksgewendeter, golden gekrönter, rot bewehrter, schreitender grüner Halsbandsittich mit rotem Band. Siebmachers Wappenbuch verzeichnet hingegen ein rechtsgewendetes Halsbandsittich, der nicht schreitet und nicht gekrönt ist.

## Mitglieder
Urkundlich wurden 1062 zwei Brüder, Reginbodo und Sigebodo aus Buochon, erwähnt, die der Kirche zu Fulda ein Seelengerät stifteten. Vermutlich sind diese Brüder Ahnherren des Geschlechtes von Buchenau.
Die erste Erwähnung eines Vertreters der Familie war 1217 mit Berthold von Buchenau. Er war vermutlich Untervogt. Ein weiterer Vogt wird 1266 mit „Magister Eckinbertus advocatus de Buchennowe“ genannt.
Die Familie stellte mit Simon von Buchenau (1305–1315) und Albrecht von Buchenau (1418–1438) zwei Äbte in Hersfeld.
Eberhard von Buchenau (um 1360 – 1414), genannt die „alte Gans“, war als ein gefürchteter Kriegsmann und Ritter bekannt. Den Spitznamen bekam er, als er der Sage nach einmal mit seinen 12 Söhnen und seinen sowie der Söhne Knappen im Gänsemarsch in Fulda einritt. Eberhard war nicht Mitglied des Sternerbundes, nahm jedoch an den Kämpfen der Stadt Hersfeld mit ihren Äbten auf Seiten der Äbte und des Klosters teil, so auch in der berühmten Vitalisnacht am 28. April 1378. In den Kämpfen der Landgrafen von Hessen stand er auf deren Seite und leistete ihnen so hervorragende Dienste, dass ihm der Landgraf einmal 2525 Gulden schuldete, eine für die damalige Zeit sehr hohe Summe. Den Bischof Gerhard von Würzburg unterstützte er gegen den Grafen von Henneberg.
1377 machte sich Berthold von Buchenau durch eine Heidenfahrt nach Preußen einer Ehrengabe für würdig.
Hermann II. von Buchenau war von 1419 bis 1427 Koadjutor und Verweser und von 1440 bis 1449 Abt von Fulda.
1474 verkaufte Engelhard von Buchenau dem Landgrafen von Oberhessen eine Reihe von Dörfern. Er war bekannt dadurch, dass er in wilder Ehe mit einer Frau lebte, die ihn zu großen Ausgaben verleitete. Der Verkauf wurde auf Protest des Fürstabtes von Fulda rückabgewickelt, zumindest für die Güter der Fürstabtei Fulda.
Ein weiterer Eberhard von Buchenau tat sich 1568 mit dem Bau der evangelischen Kirche sowie 1572 mit dem Bau des sog. Spiegelschlosses hervor. Er war zum evangelischen Glauben übergetreten und setzte in seinem Herrschaftsbereich die Reformation durch. Des Weiteren baute Eberhard die Kirchen in Bodes und Erdmanrode. Mit Eberhard erlebte das Geschlecht seine letzte Blütezeit. Sein Grabmal mit seiner Frau Margaretha von Goltacker und seinen Kindern findet man heute noch im Altarraum der ev. Kirche.
Ein Sohn Eberhards, Georg Melchior von Buchenau, baute mit seiner Frau Agnes von Schwalbach 1611 bis 1618 das Schloss Buchenau.
Im Jahre 1656 erlangte die buchische Ritterschaft die angestrebte Unabhängigkeit, so dass sie von da ab nicht mehr im Lehensverhältnis zum Fürstabt stand, sondern unmittelbar dem Kaiser unterstellt war. Allerdings befand sich die Ritterschaft allgemein schon in einer Krise, die Ende des 17. Jahrhunderts immer offenkundiger wurde.
Georg Christoph, Eitel Georg und Wilhelm Sittig von Buchenau verkauften 2/3 der fuldischen Lehnsgüter an den Fürstabt Placidus von Fulda. Dabei handelte es sich um das heutige Schloss Buchenau, welches dadurch später in den Besitz der Familie Schenck zu Schweinsberg geriet.
1694–1710 wurde wiederum aus Geldmangel 1/8 des Besitzes an den Gemahl der Anna Elisabeth von Buchenau verkauft, Daniel von Boyneburg zu Lengsfeld. Dessen Enkelin Philippine von Boyneburg heiratete den Oberforstmeister von Warnsdorf, auf den dadurch der Besitz überging. Dessen Enkelin heiratete einen Freiherrn von Spiegel, wodurch diese Familie nach Buchenau kam. Sie bewohnten das mittlere Schloss, das heute noch Spiegelschloss heißt. 1878 kaufte die Familie von Seckendorff das Spiegelschloss.
Nach der Säkularisation verlor die Ritterschaft 1803 durch Mediatisierung ihre Selbstständigkeit und Reichsunmittelbarkeit.
Der vorletzte des Geschlechtes, Julius von Buchenau, verschuldete das Rittergut stark und musste wegen Trunkenheit unter Curatel (Vormundschaft) gestellt werden. Er starb mit 41 Jahren durch übermäßigen Genuss alkoholischer Getränke. Julius hatte zwei Söhne, von denen sich der jüngere, Ludwig, mit 19 Jahren wegen Liebeskummer erschoss. Der ältere, Karl Ferdinand, zog mit Napoleon nach Russland und starb dort in Smolensk an der Ruhr. Die Mutter der beiden hatte einen Hauptmann von Warendorf geheiratet, der durch Verzögerung bei der Ausstellung der Todesurkunde von Karl Ferdinand lange Zeit das Antreten des Erbes durch die Seckendorffs verhinderte.

## Fehden
Im Mittelalter war die Familie ständig in Fehden oder Aufstände verwickelt. So ist eine Sühne von 1305 überliefert, die für einen gescheiterten Aufstand gegen den Abt in Fulda geleistet werden musste.
Im Sommer 1468 erhielten die Buchenauer allein 14 Fehdebriefe. Daraus resultierend wurde die Buchenauer Burg im Herbst angegriffen und von 4000 Mann belagert. Dieser Angriff erfolgte im Rahmen eines Bruderkrieges zwischen den Landgrafen Ludwig II. von Niederhessen und Heinrich III. von Oberhessen. Die Buchenauer standen auf der Seite Ludwigs II. Ein direkter Angriff auf die wehrhafte Burg und eine Belagerung erfolgte nicht; die Feinde wurden bereits bei einem Angriff auf ein Blockhaus und durch Entsatz aus Hersfeld abgewehrt.

## Besitz
Die Ritterschaft Buchenau erstreckte sich über Branders, Mengers, Buchenau, Eitra, Erdmannrode, Fischbach, Bodes und Körnbach. Weiterhin besaßen die Buchenauer zu ihren Glanzzeiten ca. 50 Ortschaften ganz oder teilweise und erreichten damit ein Vermögen, das zu einer Grafschaft gepasst hätte. Die Buchenauer hatten damals reiche Besitzungen in Thüringen, am Main, im Saalgau, besonders aber an der Werra. 1706, als schon manches verloren war, wurde der Besitz noch auf die gewaltige Summe von 600 000 Taler geschätzt. Durch Verkauf war der Besitz im 18. und 19. Jahrhundert dreigeteilt:
- von Buchenau;
- Schenck zu Schweinsberg;
- von Boyneburg, von Warnsdorf, von Spiegel